# Nordenham
Nordenham è una città di 25 959 abitanti della Bassa Sassonia, in Germania.

È centro maggiore, ma non il capoluogo, del circondario (Landkreis) del Wesermarsch (targa BRA).
Nordenham si fregia del titolo di "Comune indipendente" (Selbständige Gemeinde).

## Geografia fisica

### Posizione
Nordenham si trova sulla riva occidentale del Weser, di fronte a Bremerhaven, ove il fiume sfocia nel mare del Nord, ed a nord delle città di Brema e Oldenburg (Oldb.).

### Frazioni e quartieri
Nordenham è composta da 35 frazioni e quartieri: Abbehausen, Abbehauser Groden, Abbehauser Hörne, Abbehauserwisch, Atens, Atenserfeld, Blexen, Blexersande, Blexerwurp, Bulterweg, Butterburg, Einswarden, Ellwürden, Enjebuhr, Esenshamm, Esenshammer Altendeich, Esenshammer Oberdeich, Esenshammergroden, Friedrich-August-Hütte, Grebswarden, Großensiel, Havendorf, Heering, Hoffe, Kloster, Moorseersand, Oberdeich, Phiesewarden, Rahden, Sarve, Schockumerdeich, Schweewarden, Schütting, Tettens, Treuenfeld, Volkers.
Zum Stadtgebiet gehören auch die beiden Inseln Langlütjen I und Langlütjen II.

## Collegamenti esterni

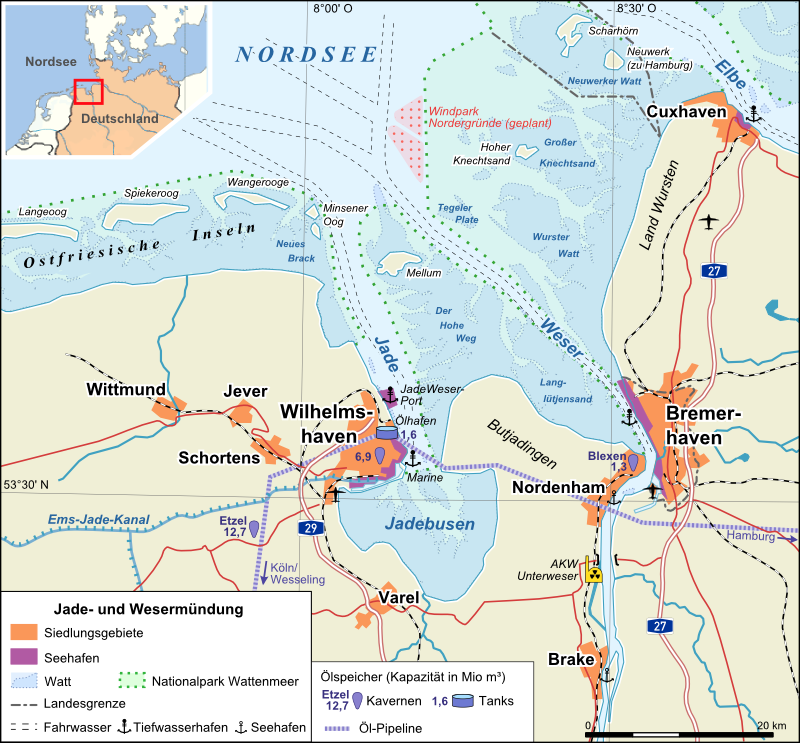
Nordenham alla foce del Weser